# Arnold Földesy

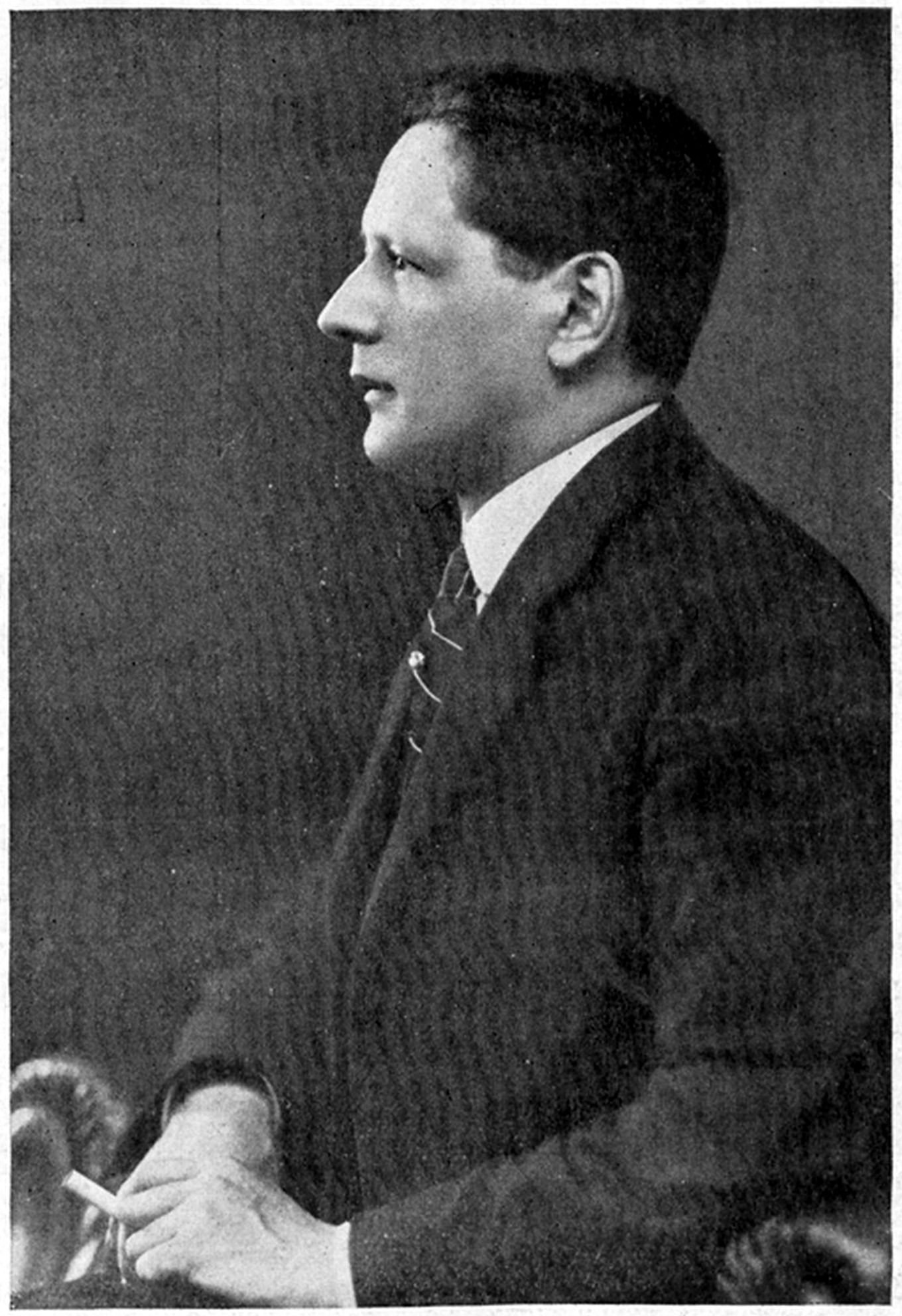
Arnold Földesy (1927)

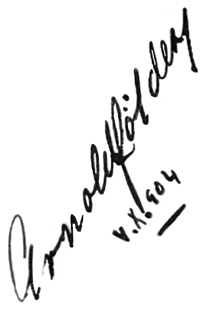
Ein Autogramm Földesys aus dem Jahr 1904

Arnold Földesy (* 20. Dezember 1882 in Budapest; † 29. Mai 1940 ebenda) war ein ungarischer Cellist.

## Leben
Sein Vater war Geiger an der Königlichen Oper von Budapest. Arnold Földesy studierte am Hochschen Konservatorium in Frankfurt am Main bei Hugo Becker, an der Berliner Hochschule für Musik bei Robert Hausmann und schließlich bei David Popper an der Musikakademie in Budapest.
Von 1908 bis 1915 hatte er am Budapester Konservatorium (Nemzeti Zenede) eine Professorenstelle für die Ausbildungsklasse inne, gleichzeitig war er von 1908 bis 1912 Solo-Cellist an der dortigen Königlichen Oper.
Földesy wurde 1915 erster Solo-Cellist der Berliner Philharmoniker, 1924 begann er eine Solistenkarriere. 1933 zog er sich nach Budapest zurück und gab nur noch wenige Gastspiele.
1905 trat Földesy mit Elizabeth Parkina und John Amadio in Australien auf und erhielt eine positive Kritik. Weniger enthusiastisch äußerte sich die New York Times am 6. November 1907 über seinen ersten Auftritt in den USA in der Mendelssohn Hall. Zwar wurde seine Technik anerkannt, sein Ton sei jedoch deutlich zu rau und beinahe kratzig gewesen.
Gregor Piatigorsky berichtet in seiner Autobiographie über seine Bekanntschaft mit Földesy. Bei einem der ersten Zusammentreffen habe er den Künstler nackt angetroffen, dieser habe ihm sein Cello, das er abwechselnd als frühes Stradivari und Amati bezeichnet habe, zum Spielen überlassen, während er selbst ein Fußbad genommen habe. Földesy selbst habe sich über das Instrument und die Schäden, die es gehabt habe, bitter beklagt und es schließlich über den Instrumentenhändler Emil Hermann verkauft. Piatigorsky brachte das Cello in seinen Besitz und spielte es jahrelang.
Heute ist es als 'Ex Shapiro' Matteo Goffriller Cello im Besitz von Daniel Müller-Schott.

## Tondokumente
Földesy machte über 150 Schallplattenaufnahmen, so für die Deutsche Grammophon (1915–1932), für Odeon (1920–1924), Vox (1922–1925) oder Electrola (1926–1930).

## Zitate
Béla Bartók: „Einer der besten, durch Musikalität, Temperament u. technische Meisterschaft hervorragender Vertreter seines Instruments“ (in: Das neue Musiklexikon, bearb. von Alfred Einstein. Berlin: Hesse 1926)
Gregor Piatigorsky: „Es gab eine Zeit, in der ich oft mit Arnold Földesy, dem ungarischen Cellisten, zusammenkam. Er war unzuverlässig, überschwänglich, und nicht sehr gebildet, aber die Meisterschaft auf seinem Instrument fesselte mich. Die ganze Erscheinung dieses Mannes, das Glasauge im verhärmten Gesicht, seine fürstliche Freigiebigkeit, sein Cello, das auf dem Stachel nur ungefähr zwei Zentimeter vom Fußboden auflag, alles war so ungewöhnlich wie sein Künstlertum.“ (Gregor Piatigorsky: Mein Cello und ich und unsere Begegnungen. München: Deutscher Taschenbuch Verlag 1975. S. 138. ISBN 3-423-01080-0)